# Santiago Montero Díaz
Santiago Montero Díaz (Ferrol, La Corunya, 21 de gener de 1911 - Madrid, 24 de juliol de 1985) va ser un historiador i professor universitari gallec.
Després de passar uns anys de la seva joventut a Cuba, va tornar amb la seva família a Galícia i va estudiar Filosofia i Lletres en la Universitat de Santiago de Compostel·la, especialitzant-se en història (1929) i exercint de professor ajudant a la mateixa universitat.
Es va traslladar a la Universitat de Madrid per a realitzar el doctorat (que va aconseguir el 1934), i va ingressar al Cos Facultatiu d'Arxivers, Bibliotecaris i Arqueòlegs (1931). Durant aquests anys (els de la Segona República Espanyola) freqüentava l'Ateneo de Madrid (on va ser vicepresident de la secció d'història) i va publicar estudis sobre Benito Jerónimo Feijoo i Juan Huarte de San Juan.
El 1931 es va afiliar al Partit Comunista d'Espanya. Des d'una postura antifeixista, va sostenir una polèmica intel·lectual en La Conquista del Estado amb el fundador de les JONS Ramiro Ledesma Ramos. Després d'una estada a Alemanya (becat a la Universitat de Berlín, amb els professors Erich Caspar i Gamillscheg, 1933 -l'any de l'ascens al poder de Hitler-), va reconduir el seu pensament cap a l'anomenat nacionalsindicalisme (el feixisme espanyol) i va reprendre la seva relació amb Ledesma i les JONS, ara com a afiliat. Però es va oposar a la unificació amb Falange Española (1934) i es va desvincular de la nova organització.
El 1936 va obtenir la càtedra d'Història Medieval de la Universitat de Múrcia.
Iniciada la guerra civil espanyola (1936) va aconseguir refugiar-se a l'ambaixada de Xile (fins a 1937). Va passar a la denominada zona nacional, allistant-se en una bandera aragonesa de Falange. Va participar en la batalla de l'Ebre i en les operacions militars que van dividir en dues la zona republicana. També va donar suport intel·lectualment al bàndol revoltat (La política social en la zona marxista, Bilbao, 1938, La revolución nacional-sindicalista y los trabajadores, Saragossa, 1939); i va fer tasques de propaganda a Catalunya. Al final de la guerra va haver de sotmetre's al procés administratiu de depuració en el seu càrrec universitari, que supera sense cap problema, i fou escollit per donar el discurs d'obertura del curs 1939-1940 de la Universitat de Múrcia, on fou nomenat degà de la seva facultat de Filosofia i Lletres.
Durant la postguerra va obtenir el trasllat a la càtedra d'Història de la Filosofia Antiga de la Universitat de Madrid (1941), i es va dedicar a la recopilació i estudi de les obres de Ledesma, que havia mort el 1936 (La evolución intelectual de Ramiro Ledesma, 1941). Cada vegada més distanciat del règim de Franco per la seva postura tèbia cap a la Itàlia feixista i l'Alemanya nazi (que Montero considerava una covardia -conferències Mussolini, 1919-1944 i En presència de la muerte-), va ser confinat a Almagro per ordre governativa (1943).
Ja en la fase final del franquisme, va donar suport a les mobilitzacions d'estudiants de 1965, per la qual cosa va ser sancionat amb la inhabilitació per dos anys de la seva càtedra (al costat d'Antonio Tovar, José María Valverde i Mariano Aguilar Navarro -José Luis López Aranguren, Enrique Tierno Galván i Agustín García Calvo ho van ser a perpetuïtat-). Es va exiliar a Xile, on va ser professor de la universitat de Concepción i va entrar en contacte amb el moviment esquerrà MIR. Es va jubilar, ja reposat en la seva càtedra de Madrid, el 1981.
Fou membre de l'Acadèmia de Belles Arts de Múrcia i fundà la revista Gerión. Fou col·laborador de la secció medieval de l'Institut Jerónimo Zurita del CSIC El seu fill Santiago Montero Herrero també és historiador especialitzat en l'Edat Antiga i professor de la Universitat Complutense.

## Obres
- Historia universal antigua y media. Conceptos destacados (1943)
- Alejandro Magno (1944)
- De Caliclés a Trajano (1948)
- Las ideas político-sociales de Guillermo de Ockam (1949)
- Cervantes, compañero eterno (1957)